# Pacific Steam Navigation Company

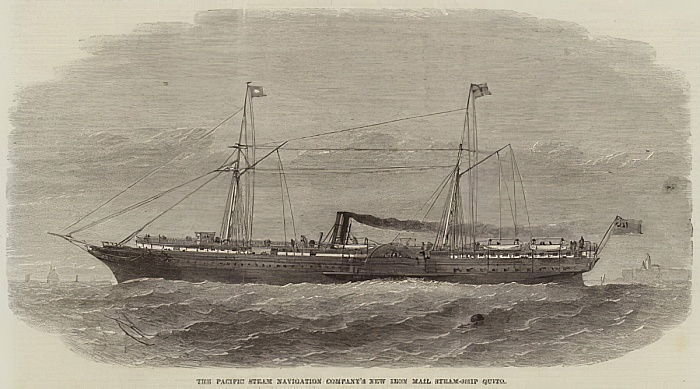
Navire de la Pacific Steam Navigation Company, The Illustrated London News.

La Pacific Steam Navigation Company est une compagnie de navigation britannique fondée en 1838 et devenue, à partir de 1840, la première compagnie à exploiter des navires à vapeur sur le Pacifique. À partir de 1852, la compagnie dispose de conventions postales passées avec le gouvernement britannique afin de transporter le courrier entre Liverpool et le Chili. Elle exploite également par la suite une ligne entre Londres et Sydney, qu'elle vend en 1905 à la Royal Mail Steam Packet Company qui rachète la totalité de l'entreprise en 1910. 
Malgré cela, l'entreprise garde une identité propre jusqu'au rachat de la Royal Mail par Furness Withy, en 1965.